# Henriette Cappelaere

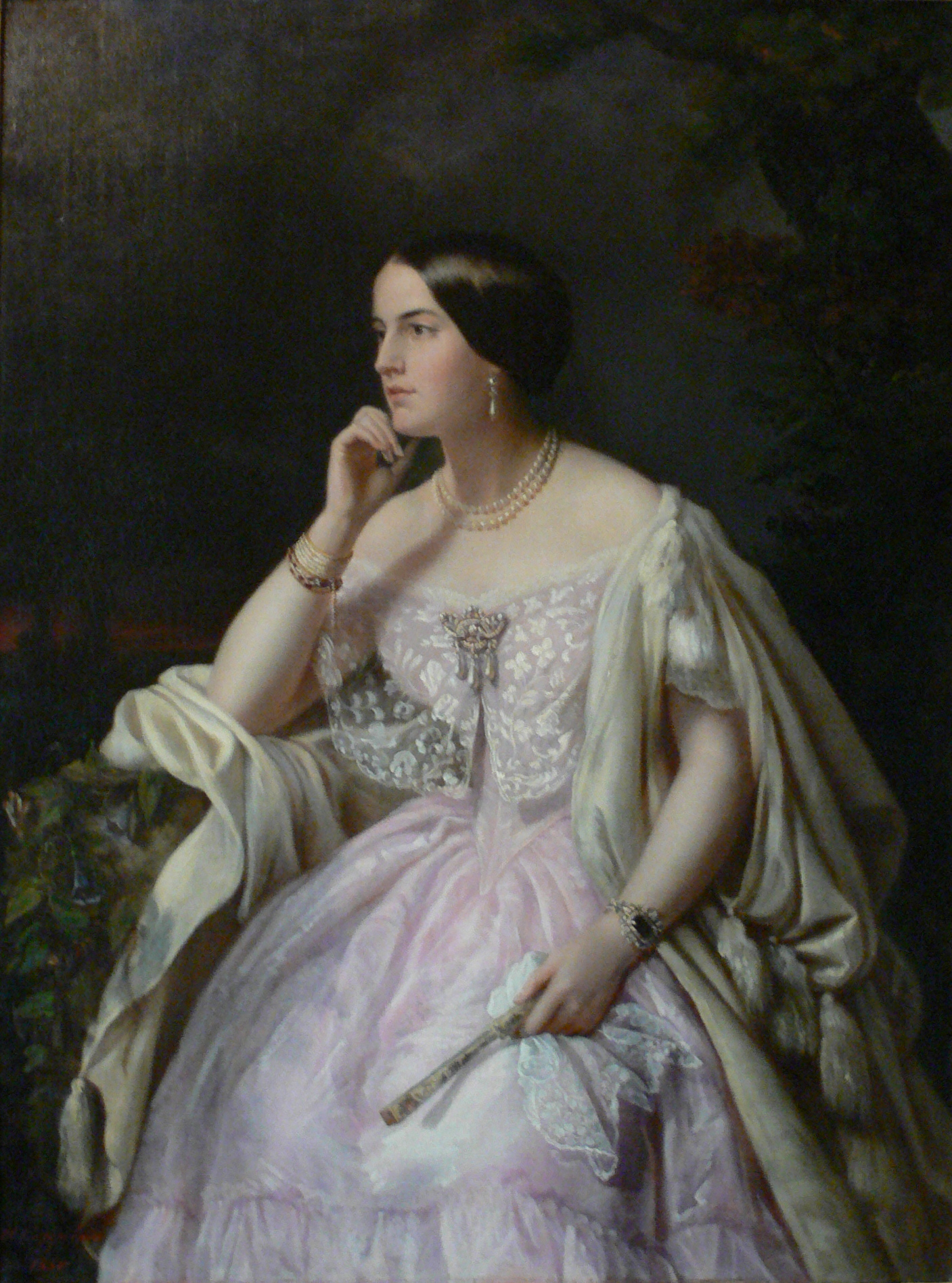
Retrato de Harriet Howard, 1850, óleo sobre tela, na coleção do Château de Compiègne

Henriette Jacotte Cappelaere foi uma pintora francesa ativa de 1846 a 1859. 
Pouco se sabe da vida de Cappelaere, embora ela justificasse uma entrada em Dictionnaire Général des Artistes de l'école française de depuis l'origine des arts du dessin jusqu'à nos jours (Dicionário Geral de Artistas da Escola Francesa desde a origem das artes do desenho até os dias atuais) em 1882. 
Cappelaere era natural de Paris e estudante de Léon Cogniet, e exibiu nos Salões de Paris de 1846, 1848, 1849 e 1859. Sua produção consistia principalmente de retratos, pinturas de gênero e pinturas de cães. Em 1850, ela morava aos 22 anos, rue Godot-de-Mauroy, que mais tarde se tornaria parte do 9º arrondissement de Paris. Naquele ano, ela exibiu seus trabalhos mais conhecidos no Salon; um era um retrato de Harriet Howard, amante de Napoleão III, e um era uma pintura de seu cachorro, Ham. Hoje, as duas peças estão na coleção do Château de Compiègne.